# Radio Televizija Vojvodine
Radio und Fernsehen der Vojvodina (serbisch Радио Телевизија Војводине (РТВ) oder Radio Televizija Vojvodine (RTV), ungarisch Vajdasági rádió és televízió, slowakisch Radio Televizia Vojvodiny, kroatisch Radio Televizija Vojvodine, rumänisch Radio Televiziunea Voivodina, ruthenisch Радіо Телебачення Воєводини) ist die öffentlich-rechtliche Rundfunkanstalt der autonomen serbischen Provinz Vojvodina mit Sitz in Novi Sad.

## Geschichte

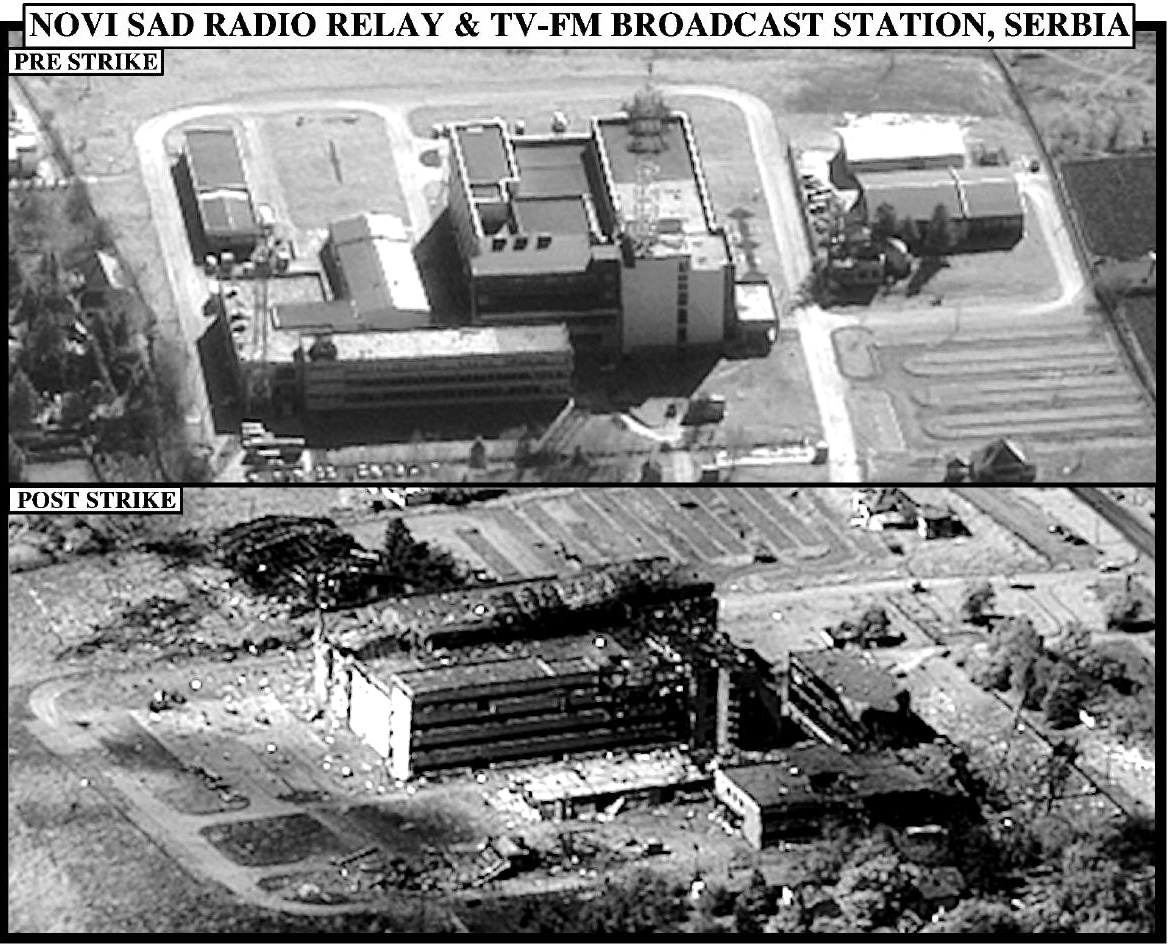
Sendergebäude vor und nach der Bombardierung 1999 durch die NATO

Zu jugoslawischen Zeiten war die Anstalt als Sender Novi Sad (Радио Телевизија Нови Сад (РТНС), Radio Televizija Novi Sad (RTNS)) bekannt. Im Jahr 1992 ging der Sender Novi Sad zusammen mit dem Sender Belgrad (RTB) und dem Sender Pristina (RTP) in der Radio und Fernsehen Serbiens auf. Bei einem NATO-Luftangriff im Jahr 1999 auf den Novi Sader Bezirk Mišeluk wurden die Sendegebäude beschossen und zerstört. Nach dem Krieg wurde RTNS in ein neues Gebäude in der Innenstadt verlegt.
Im Mai 2006 wurde die Serbische Rundfunkanstalt offiziell in zwei eigenständige Rundfunkanstalten aufgeteilt, nämlich die Radio und Fernsehen Serbiens (Radio-televizija Srbije in Zentralserbien) und die Radio und Fernsehen der Vojvodina (Radio Televizija Vojvodine in der Vojvodina).

## Sprachen
Radio und Fernsehen der Woiwodina sendet Programme in zehn Sprachen, nämlich Serbisch, Ungarisch, Kroatisch, Slowakisch, Russinisch, Rumänisch, Bunjewakisch, Ukrainisch und Mazedonisch.
Bestimmte Sendungen werden auch in Gebärdensprache übersetzt.